# Siewrymy
Siewrymy (lit. Siaurimai) − wieś na Litwie, w okręgu wileńskim, w rejonie solecznickim, w gminie Paszki, 1 km na wschód od Paszek, zamieszkana przez 17 ludzi. Przed II wojną światową w Polsce, w powiecie oszmiańskim województwa wileńskiego.

## Historia
W czasach zaborów wieś włościańska w okręgu wiejskim Szudojnie, w gminie Dziewieniszki, w powiecie oszmiańskim, w guberni wileńskiej Imperium Rosyjskiego. W 1866 roku liczyła 26 mieszkańców w 3 domach, należała do dóbr skarbowych Trąby. Pod koniec XIX wieku zamieszkiwało tu 68 osób.
W latach 1921–1945 wieś leżała w Polsce, w województwie wileńskim, w powiecie oszmiańskim, w gminie Dziewieniszki.
W 1931 w 11 domach zamieszkiwały 63 osoby.
Wierni należeli do parafii rzymskokatolickiej w Dziewieniszkach. Miejscowość podlegała pod Sąd Grodzki w Holszanach i Okręgowy w Wilnie; właściwy urząd pocztowy mieścił się w Dziewieniszkach.